# The Thing That Should Not Be
«The Thing That Should Not Be» es la tercera canción del tercer álbum de estudio titulado Master of Puppets (1986) de Metallica. Fue compuesta por Kirk Hammett, James Hetfield y Lars Ulrich.
Como dato curioso, esta canción contiene el título más largo de toda la discografía de Metallica. Caso contrario de One del álbum ...And Justice for All, la cual es la canción con el título más corto a la fecha.

## Temática
«The Thing That Should Not Be» trata sobre un ser creado por H.P. Lovecraft, al igual que la canción «The Call of Ktulu» en el álbum Ride the Lightning, «All Nightmare Long» del álbum Death Magnetic y «Dream No More» del penúltimo álbum, Hardwired... to Self-Destruct. La diferencia es básicamente que esta canción tiene una lírica muy oscura que incluye uno de los versos más famosos de Lovecraft. La canción en toda su extensión tiene un riff muy pesado y lento en comparación con los tempos rápidos del resto de canciones del álbum, además de ser la primera canción de Metallica afinada en D estándar.
La canción es incluida en el álbum en directo S&M de Metallica con la Orquesta Sinfónica de San Francisco. Por alguna razón desconocida, tiene una estrofa de la letra eliminada.
La temática de la canción fue inspirada por el libro La sombra sobre Innsmouth de Howard Phillips Lovecraft, aunque en la canción aparecen algunos de los nombres de seres de otros cuentos del mismo escritor. Por ejemplo: la letra menciona en una parte al ser de otro relato llamado El Caos Reptante, cuando dice "Crawling Chaos (Caos Reptante, en inglés) underground...". Además menciona en una parte un verso famoso de H. P. Lovecraft que aparece en varios de sus cuentos y la traducción al español es algo así como "No está muerto lo que puede yacer eternamente. Y con los extraños eones, incluso la muerte puede morir" (That is not dead which can eternal lie. And with strange aeons even death may die)". El bajista Cliff Burton era fanático de este escritor.

## Versiones
- Esta canción fue versionada por el grupo musical The Sins of Thy Beloved en su álbum Perpetual Desolation.
- Esta canción fue versionada por el grupo Mendeed para el disco Master of Puppets: Remastered de Kerrang!.
- Esta canción fue versionada por el grupo Primus para su álbum Rhinoplasty.
- Esta canción fue versionada por el grupo Dream Theater en su bootleg Dream Theater Official Bootleg: Master of Puppets.
- Esta canción fue mezclada con una canción de The Beatles para Beatallica llamada The Thing That Should Not Let It Be.
- Esta canción fue versionada por el grupo de heavy/thrash metal Diésel Machine y fue incluida en su disco Torture Test.
- Esta canción fue versionada por John García, Kurdt Vanderhoof, Jeff Pilson y Jason Bonham para Metallic Assault: A Tribute to Metallica.
- Adema versionó esta canción para su tercer disco PlanetsPlanets.
- Hay una canción del dúo de guitarristas Rodrigo y Gabriela llamada The Pirates That Should Not Be compuesta para una de las películas de la trilogía de Piratas del Caribe.

## Créditos
- James Hetfield: Voz y guitarra rítmica.
- Kirk Hammett: Guitarra líder.
- Cliff Burton: Bajo eléctrico.
- Lars Ulrich: Batería y percusión.